# Netzwerk Wissenschaftsfreiheit
Das Netzwerk Wissenschaftsfreiheit ist ein 2020 gegründeter Verein von überwiegend an deutschen Hochschulen forschenden und lehrenden Wissenschaftlern, die sich zum Ziel gesetzt haben, die im Grundgesetz verankerte Wissenschaftsfreiheit gegen ihrer Überzeugung nach ideologisch motivierte Einschränkungen zu verteidigen.

## Geschichte
Am 3. Februar 2021 stellte eine Gruppe von 70 Gründungsmitgliedern das Netzwerk und sein Manifest der Presse vor. Zum Leitungsteam gehörten Sandra Kostner, die Politikwissenschaftlerin Ulrike Ackermann, die Philosophin Maria-Sibylla Lotter, der Jurist Martin Nettesheim und der Historiker Andreas Rödder. Das Netzwerk Wissenschaftsfreiheit hielt im Juli 2021 eine Gründungsversammlung ab, um einen eingetragenen Verein zu etablieren. Es hatte zu diesem Zeitpunkt etwa 550 Mitglieder.
Im April 2024 war die Mitgliederanzahl des Netzwerks auf über 700 angestiegen.

## Positionen

### Kritik an Einschränkungen der Wissenschaftsfreiheit und Schwinden der Streitkultur
Das Netzwerk setzt sich nach eigenen Angaben dafür ein, das Bewusstsein für die Bedeutung der freien und kontroversen Debatte und einer von Argumenten getragenen Streitkultur in allen Wissenschaftsbereichen zu stärken, und wendet sich gegen zunehmende moralisch-politische Einengungen. Diese gehen aus Sicht des Netzwerks sowohl von externen Aktivisten und Studierenden aus, die Veranstaltungen und Meinungsäußerungen unterbinden wollten, als auch von Wissenschaftlern, die Kollegen von Tagungen, Drittmitteln und Publikationsorganen ausschließen, weil sie Forschungsfragen verfolgen, die nicht im Einklang mit ihrer Weltanschauung stehen. Die Sorge, aus politischen Gründen als „umstritten“ etikettiert und aufgrund dieser Etikettierung von der Teilhabe am wissenschaftlichen Diskurs und vor allem von Drittmitteln und Publikationsmöglichkeiten ausgeschlossen zu werden, führt in der Beobachtung des Netzwerks dazu, dass in der Wissenschaft zunehmend auf die Erforschung weltanschaulich missliebiger Themen verzichtet werde.

### Wissenschaftlicher Pluralismus
Nach Angaben auf der Webseite geht es dem Netzwerk um die Sicherung des individuellen, grundgesetzlich festgeschriebenen Rechts auf freie Forschung und Lehre. Aus diesem Grund setze sich das Netzwerk für einen maximalen Pluralismus von Forschungsfragen, Forschungsansätzen und Forschungsmethoden ein und wende sich gegen die Begrenzung von Debattenräumen. Das Netzwerk betrachte es als elementares Qualitätsproblem für die Wissenschaft, wenn in der Forschung Fragestellungen und Debatten gemieden werden.

### „Gegenderte“ Sprachformen
Das Netzwerk Wissenschaftsfreiheit fordert, dass es für die Sprachverwendung in Forschung, Lehre und Wissenschaftsbetrieb keine verpflichtenden Vorgaben von Hochschulleitungen oder der Wissenschaftsbürokratie geben dürfe, wie zu „gendern“ sei. Die Vorsitzende Kostner betont, dass die im Netzwerk vertretenen Wissenschaftlerinnen und Wissenschaftler persönlich unterschiedlich mit dem Gendern umgingen. Während auch das generische Maskulinum nicht ideal sei, gebe es keine Alternativen, die unter stilistischen und grammatischen Gesichtspunkten vollständig überzeugten. Niemand dürfe daher zu einer „geschlechterinklusiv deklarierte[n] Sprachform“ genötigt werden.

## Aktivitäten
Das Netzwerk stellt nach eigenen Angaben durch öffentliche Veranstaltungen die Bedeutung der Forschungs- und Lehrfreiheit heraus, analysiert Gefährdungen der gelebten Wissenschaftsfreiheit, legt Fälle ihrer Einschränkung offen und entwickelt Gegenstrategien. Im Juli 2021 veranstaltete das Netzwerk eine Online-Podiumsdiskussion mit Wissenschaftspolitikern aller Bundestagsfraktionen zum Thema „Forschung und Lehre sind frei!?“ Die Veranstaltung wurde von Heike Schmoll moderiert. In einer regelmäßig ergänzten Dokumentation publiziert das Netzwerk Beispiele aus dem deutschsprachigen Raum, die nach Ansicht des Netzwerkes Eingriffe in die Wissenschaftsfreiheit darstellen.
Im Wintersemester 2022/23 veranstaltete das Netzwerk eine Online-Ringvorlesung zum Thema „Wissenschaftsfreiheit“.
Am 2. Februar 2024 verlieh das Netzwerk Bernhard Kempen, dem ehemaligen Präsidenten des Deutschen Hochschulverbands, erstmals den mit 5.000 Euro dotierten Preis für Wissenschaftsfreiheit.

## Rezeption

### Positive Rezeption
Thomas Thiel berichtete in der FAZ, das Netzwerk biete „Opfern der Cancel Culture seine Unterstützung an“. Es wolle „unzulässig ausgegrenzte[n] Sichtweisen [...] wieder ein Forum verschaffen, solange sie sich im Rahmen von Gesetz und Verfassung bewegen“. Gemeinsame Basis der Netzwerkmitglieder sei die Beobachtung, dass der Konformitätsdruck in der Wissenschaft insbesondere bei gesellschaftlich strittigen Themen größer geworden sei. In der FR erklärte Harry Nutt das Netzwerk Wissenschaftsfreiheit angesichts in die gesellschaftliche Mitte eingedrungener „juveniler Unerbittlichkeit und ideologische[r] Zuspitzungen“ zu einer Art „Notgemeinschaft“. Die Netzwerkmitglieder wendeten sich „gegen Einschränkungen der freien Lehre und eine aus ihrer Sicht falsch verstandene politische Korrektheit“ sowie eine „zunehmende Verengung von Fragestellungen, Themen und Argumenten“ in der Forschung. Die Debatte, die die Gründung des Netzwerks auslöste, so mahnte Jakob Hayner im Neuen Deutschland, solle man „nicht einfach abtun“.

### Kritische Rezeption
Das Netzwerk wird dafür kritisiert, unter dem Deckmantel des Eintretens für Wissenschaftsfreiheit selbst konservative politische Ziele zu verfolgen. Unter anderem deshalb traten einige Mitglieder des Netzwerks, darunter die Mitgründerin Maria-Sibylla Lotter, wieder aus diesem aus.

#### Kritik an der Zusammensetzung des Netzwerks
Neben Zustimmung wurde auch Kritik an Programmatik und Zusammensetzung des Netzwerks geäußert. Paul Munzinger hielt in der SZ fest, auf der Mitgliederliste fänden sich „viele bekannte Namen aus dem konservativen Spektrum […], die in den letzten Jahren wegen ihrer Positionen teils heftig kritisiert wurden“. Hayner meint hingegen, man käme nicht weit, wolle man das Anliegen des Netzwerks mit einem bloßen Verweis auf die politische Tendenz seiner Gründungsmitglieder diskreditieren. Er kritisiert gleichwohl die mangelnde Kritik an „neoliberalen“ Gefährdungen der Wissenschaftsfreiheit. Dem Netzwerk wurde beispielsweise vorgeworfen, dass der am Treffen von Rechtsextremisten in Potsdam 2023 beteiligte Jurist Ulrich Vosgerau Mitglied sei, was die erste Vorsitzende Sandra Kostner mit dem Hinweis konterte, „eine einzelne Person sei nicht repräsentativ für einen Verein mit mehreren Hundert Mitgliedern“. Auch die Aufnahme Martin Wageners in das Netzwerk wurde kritisiert, weil dieser extremistische Positionen vertreten habe. Das Netzwerk erklärte, dass der Vorstand bei Wagener keine Belege für verfassungsfeindliche Auffassungen gefunden habe.
Der Wissenschaftsjournalist Jan-Martin Wiarda wies in der SZ darauf hin, dass der wissenschaftliche Diskurs bisher durch „Männer“ verengt worden sei, die auch unter Netzwerk-Mitgliedern die „übergroße Mehrheit“ stellten. Er schließt daraus: „Womöglich reflektiert der Gründungsaufruf des Netzwerks Wissenschaftsfreiheit ja genau das: Die Perspektivenvielfalt in der deutschen Wissenschaftslandschaft nimmt (sehr langsam!) zu. Und denen, die bislang in der Hierarchie unangefochten an der Spitze standen, wird mulmig zumute.“ Auch Stephan Lessenich bestreitet die Diagnose des Netzwerks, die hauptsächlich auf teilweise weit zurückliegenden Einzelfällen beruhe. Die beteiligten Professoren hätten „keinerlei Probleme, sich zu artikulieren und gehört zu werden“, und könnten „es offenbar nicht ertragen, wenn die weniger Machtvollen auch einmal ihre Stimme erheben“.

#### Kritik an der Schwerpunktsetzung des Netzwerks
In der Fachzeitschrift Public History Weekly kritisieren die Historiker Antje Flüchter und Christoph Dartmann, dass sich das Netzwerk „überraschenderweise“ nicht über die „geschichtspolitische Gesetzgebung in Polen oder die Wissenschaftspolitik des Orbán-Regimes“ auslasse, die doch „zeigen, wie aggressiv Drohung und Zensur die Wissenschaftsfreiheit in der EU fundamental gefährden.“ Auch Andreas Rödders Mainzer Historikerkollege Andreas Frings kritisierte im Deutschlandfunk eine „unangemessene Dramatisierung“ und eine falsche Schwerpunktsetzung und verwies auf die realen Gefährdungen der Wissenschaftsfreiheit in Ländern wie Ungarn, Polen und Belarus sowie wiederholte Morddrohungen gegen Virologen oder Klimaforscher in Deutschland. Die Präsidentin der TU Berlin, Geraldine Rauch, kritisierte ebenfalls den ihrer Meinung nach verengten Fokus des Netzwerks und warf dem Netzwerk Nähe zu Positionen der Neuen Rechten vor. Das Netzwerk bezeichnete das Statement als inakzeptabel. Thomas Thiel verteidigte das Netzwerk gegen die Kritik: „Die Verteidigung der Niedergebrüllten und Ausgeladenen“ sei „kein rechter Aktivismus, sondern liberaler Einsatz für die Wissenschaftsfreiheit“.